# 前217年
| 千纪： | 前1千纪 |
| 世纪： | 前4世纪 \| 前3世纪 \| 前2世纪                                                                                         |
| 年代： | 前240年代 \| 前230年代 \| 前220年代 \| 前210年代 \| 前200年代 \| 前190年代 \| 前180年代                               |
| 年份： | 前222年 \| 前221年 \| 前220年 \| 前219年 \| 前218年 \| 前217年 \| 前216年 \| 前215年 \| 前214年 \| 前213年 \| 前212年 |
| 纪年： | 秦始皇三十年；衛君角二十五年                                                                                          |

## 大事记
- 漢尼拔越過亞平寧山脈向羅馬進攻。
- 6月24日——特拉西梅诺湖战役，漢尼拔全殲羅馬共和國三萬主力軍。
- 埃托利亞同盟與亞該亞同盟簽署《諾帕克特斯和約》（Peace of Naupactus），結束同盟者戰爭。
- 第四次敘利亞戰爭結束（前219-前217年）。
- 拉菲亞戰役（Battle of Raphia），又名加薩戰役（Battle of Gaza），埃及托勒密王國托勒密四世戰勝塞琉古帝國安條克三世結束第四次敘利亞戰爭。